# Ripa Veientana
Die Ripa Veientana bezeichnet im antiken Rom das westliche Tiberufer, das Gegenstück zur ripa Romana. Der Name taucht inschriftlich auf den Cippi der für die Instandhaltung der Ufer zuständigen Beamten, den curatores riparum, während der Kaiserzeit häufiger auf, ist aber wohl alten Ursprungs und schloss das Gebiet zwischen der Cremera, einem Nebenfluss des Tiber, und dem Meer ein. Die anfängliche Bezeichnung lautete wohl ripa Veiens, also das Ufer Vejis, das vom etruskischen Veji bis ins Jahr 396 v. Chr. als etruskisches Hoheitsgebiet kontrolliert wurde.